# Macana

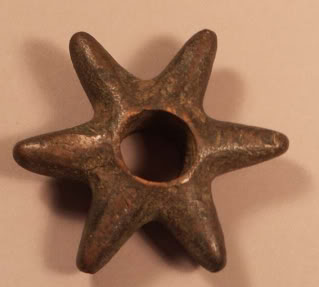
Egy macana csillag alakú feje.

A macana kifejezés, amely a taínó nyelvből származik, a közép- és dél-amerikai őslakos kultúrák által használt különböző fából készült fegyverekre utal. Ezeket a fegyvereket a jukaték nyelveken hadzab vagy hats'ab néven emlegették.

## Jelentés és eredet
A macana legkorábbi jelentése egy kardszerű, fából készült fegyver, amely azonban elég éles ahhoz, hogy veszélyes legyen. A kifejezést néha a hasonló azték fegyverre is alkalmazzák, amelynek a pengéjét obszidiándarabokból állították össze, bár egyes szakértők ezt a tárgyat a navatl nyelvű macuahuitl névvel különböztetik meg.

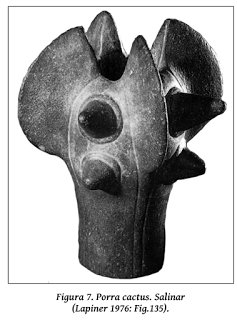
Egy különleges kialakítású macana fej.

Az Andokban a spanyol hódítók a „macana” kifejezést az inkák hadseregének fegyverzetében található több tompa, buzogányszerű fegyverre alkalmazták, különösen a csaszka csuki (csillaglándzsa) és a csambi (buzogány) fegyverekre, amelyek egy fa nyélből és egy nehéz fém (réz vagy bronz) vagy kő tárgyból álltak. Ahogy a neve is sugallja, a csaszka csuki hegye csillag alakú volt, hogy a lehető legnagyobb mértékben törje a csontokat. Ezek voltak a leggyakoribb fegyverek az inkák hadseregében, lehetséges, hogy a magas rangú tisztek csillag alakú buzogányfejeinek elkészítéséhez aranyat vagy ezüstöt használtak.
A modern spanyol nyelvben a szó jelentése kibővült, és ma már különböző típusú tompa, fából készült fegyverekre utal, különösen a rendőrségi gumibotra, amelynek alakja nagyon hasonlít a japán Okinava szigetén használt tonfákra.

## Használata
A macanák mérete a felhasználásuk függvényében jelentősen változhatott. A legtöbbjük körülbelül egy méter hosszú volt, de voltak nagyobb méretű macanák is. A macanák méretének sokfélesége valószínűleg különböző tényezőknek köszönhető, többek között a harci stratégiának, a harcosok társadalmi helyzetének vagy pozíciójának a katonai ranglétrán, az etnikai-politikai csoportnak, illetve olyan környezeti tényezőknek, mint a csulul fa elérhetősége. A macanák leggyakoribb változatai széles, lapos fa nyéllel rendelkeztek, amelynek szélén barázdák voltak, és amelyeket obszidián pengékkel láttak el, amelyeket gyanta vagy más masztix tartott a helyén. A macana-készítők valószínűleg rövidebb szegmenseket készítettek, hogy többet tudjanak előállítani ebből a nem helyi forrásból származó anyagból, különösen akkor, ha az obszidián egyre ritkábbá vált. Az obszidiánt a guatemalai és mexikói hegyvidékről importálták az alföldre, valószínűleg előre kialakított sokszögű szilánkok formájában.
A macanák egykezes használata lehetővé teszi a felhasználó számára, hogy a szabad kezében pajzsot tartson, míg a nagyobb macana-típusokhoz általában két kéz szükséges. A majákkal vívott korai csatákról szóló spanyol jelentések leírása szerint ellenfeleik fegyverzete között voltak „egykezesnek tűnő kardok” és „nagyon erős fából készült, obszidiánnal kirakott kétkezes kardok”.

## Régészeti leletek
A macanákhoz használt obszidiánszilánkok közül sok prizmatikus pengeszelet volt, amelyek a maja alföld későbbi lelőhelyein a leggyakoribb kőeszközök közé tartoznak. A macana-maradványokat tartalmazó lelőhelyeken végzett régészeti kutatások kimutatták, hogy egyes lelőhelyeken, különösen azokon, ahol nagy számban találtak szegmenseket, kétféle hosszúságú – kisebb (kb. 8–10 mm) és nagyobb (kb. 20–24 +) – szegmensek voltak. Ez alátámasztja a kétféle méretű macana létezésének lehetőségét.

## Képek
- Inka macana bronz fejjel.
- Bronzból készült macana fejek.
- Macana az Amazonas vidékéről, egy Spanyolországi múzeumban.
- Egy Macuahuitl-t ábrázoló rajz.
- Inka fegyverekről készült rajz.
- Bronz macana fej.
- Az inka macanák különböző típusai.

## Fordítás
- Ez a szócikk részben vagy egészben  a   Macana című angol Wikipédia-szócikk ezen változatának fordításán alapul.  Az eredeti cikk szerkesztőit annak laptörténete sorolja fel. Ez a jelzés csupán a megfogalmazás eredetét és a szerzői jogokat jelzi, nem szolgál a cikkben szereplő információk forrásmegjelöléseként.
- Ez a szócikk részben vagy egészben  a   Macana című spanyol Wikipédia-szócikk ezen változatának fordításán alapul.  Az eredeti cikk szerkesztőit annak laptörténete sorolja fel. Ez a jelzés csupán a megfogalmazás eredetét és a szerzői jogokat jelzi, nem szolgál a cikkben szereplő információk forrásmegjelöléseként.